# Kurier Częstochowski
Kurier Częstochowski – pierwsza gadzinówka w Generalnym Gubernatorstwie ukazująca się jako dziennik w Częstochowie. Wydawano ją w języku polskim od 4 listopada 1939 do końca okupacji. Nazywana była przez Niemców „centralnym organem katolickim w GG” i dołączano do niej dodatek dla katolików początkowo pod nazwą Niedziela, która nawiązywała do wychodzącego przed wojną katolickiego tygodnika Niedziela.
Nie było to jednak pierwsze tego typu przedsięwzięcie, ponieważ już od 14 września 1939 w mieście ukazywał się nieregularnie gadzinowy Goniec Częstochowski (tytuł skradziony od przedwojennego pisma Franciszka Dionizego Wilkoszewskiego), w którym pisano zarówno po polsku, jak i niemiecku.